# Alliance (Ohio)
Alliance – miasto w Stanach Zjednoczonych, w hrabstwach Mahoning i Stark, w stanie Ohio 
Liczba mieszkańców w 2000 roku wynosiła 23 253.